# یواس‌اس سنکا (ای‌تی-۹۱)
یواس‌اس سنکا (ای‌تی-۹۱) (به انگلیسی: USS Seneca (AT-91)) یک کشتی بود که طول آن ۲۰۵ فوت (۶۲ متر) بود. این کشتی در سال ۱۹۴۳ ساخته شد.